# اچ‌ان‌ال‌ام‌اس روتردام (ال۸۰۰)
اچ‌ان‌ال‌ام‌اس روتردام (ال۸۰۰) (به انگلیسی: HNLMS Rotterdam (L800)) یک کشتی است که طول آن ۱۶۶ متر (۵۴۵ فوت) می‌باشد. این کشتی در سال ۱۹۹۷ ساخته شد.